# Egleton
Egleton is een civil parish in het bestuurlijke gebied Rutland, in het Engelse graafschap Rutland met 79 inwoners.